# (8376) 1992 OZ9
1992 أو زد 9 (ويعرف أيضًا باسم (8376) 1992 أو زد 9 وفق تسمية الكوكب الصغير) (بالإنجليزية: 1992 OZ9)‏ هو كويكب ضمن حزام الكويكبات؛ وترتيبه 8376 من حيث الاكتشاف.
اكتُشف هذا الجُرم الفلكي بواسطة هنري ديبهون في 30 يوليو 1992.

## وصلات خارجية
- (8376) 1992 OZ9 في قاعدة بيانات مختبر الدفع النفاث لأجرام النظام الشمسي الصغيرة

- الاكتشاف · مخطط المدار ·  العناصر المدارية · المعلمات المادية

- (8376) 1992 OZ9 على موقع ويكي سكاي: DSS2, SDSS, GALEX, IRAS, Hydrogen α, X-Ray, Astrophoto, Sky Map, Articles and images